# Antigua GFC
Club Deportivo Antigua Guatemala Fútbol Club – gwatemalski klub piłkarski z siedzibą w mieście Antigua Guatemala, stolicy departamentu Sacatepéquez. Występuje w rozgrywkach Liga Nacional. Domowe mecze rozgrywa na obiekcie Estadio Pensativo.

## Osiągnięcia

### Krajowe
- Liga Nacional

| zwycięstwo (5):     | 2015 (A), 2016 (A), 2017 (A), 2019 (C), 2025 (C) |
| drugie miejsce (4): | 2001 (C), 2019 (A), 2022 (A), 2023 (C)           |

- Copa Campeón de Campeones

| zwycięstwo (0):     | –    |
| drugie miejsce (1): | 2019 |

## Historia
W 1956 roku klub jako beniaminek występował w pierwszej lidze gwatemalskiej, lecz spadł z niej już po sezonie. Według oficjalnych źródeł został jednak założony w 1958 roku z inicjatywy działaczy regionalnego związku piłkarskiego Asociación de Fútbol Departamental de Sacatepéquez – prezydenta Miguela Ángela Soto i sekretarza Antonio Martíneza Barriosa. Pierwszy skład stworzyli dotychczasowi zawodnicy innych zespołów zrzeszonych w macierzystym związku. W 1959 roku Antigua ponownie awansowała do gwatemalskiej Liga Nacional, która została wówczas powiększona z 10 do 15 klubów. Występowała w niej w latach 1959–1964, a następnie spadła do drugiej ligi.
Ze względu na decyzję Gwatemalskiego Związku Piłki Nożnej o rozwiązaniu drugiego poziomu rozgrywkowego, Antigua rozpoczęła starania administracyjne o ponowne dołączenie do Liga Nacional. Zakończyły się one niepowodzeniem, lecz wykluczone kluby drugiej ligi zorganizowały własne rozgrywki drugoligowe, do których Antigua przystąpiła po wykupieniu licencji klubu Eureka FC. W tamtym okresie klub zmienił na pewien okres swoje tradycyjne zielono-białe barwy na żółto-niebieskie. W latach 70. miały miejsce kolejne zawirowania organizacyjne, gdy Antigua najpierw sprzedała swoją licencję klubowi Real Asís, sama wzięła udział w rozgrywkach na licencji zespołu Club Municipal, a ostatecznie została własnością rady miasta Antigua Guatemala.
Kolejny raz do pierwszej ligi Antigua awansowała po pokonaniu w decydującym meczu Coatepeque (1:0) i grała w niej w latach 1977–1978. Spadła z niej po zredukowaniu liczby klubów z 18 do 12, lecz powróciła do Liga Nacional już po roku po zwycięstwie w trójmeczu z Jucą (2:0, 1:2, 2:1). Tym razem pobyt klubu w pierwszej lidze trwał dłużej, miał miejsce w latach 1980–1983. W kolejnych latach Antigua występowała w drugiej lidze, mierząc się z kłopotami finansowymi. W jednym z sezonów klub był bliski sprzedania licencji zespołowi Juca, do czego nie dopuścili ówcześni zawodnicy, zrzekając się w zamian swoich pensji.
W 1998 roku klub ponownie przeszedł pod skrzydła rady miasta, a już w 1999 roku po pokonaniu Achuapy (2:1) powrócił do Liga Nacional po 16 latach przerwy. Występował w niej w latach 1999–2006. W tym okresie wywalczył pierwszy większy sukces w historii w postaci wicemistrzostwa Gwatemali (Clausura 2001). W latach 2006–2010 grał w drugiej lidze gwatemalskiej, w latach 2010–2011 w trzeciej, zaś w latach 2011–2014 ponownie w drugiej.
W 2014 roku Antigua kupiła licencję klubu CD Heredia i tym samym powróciła do najwyższej klasy rozgrywkowej. Szybko dołączyła do grona czołowych drużyn w lidze i pod wodzą trenera Mauricio Tapii wywalczyła trzy pierwsze w historii klubu tytuły mistrza Gwatemali (Apertura 2015, Apertura 2016, Apertura 2017). W 2016 roku klub po raz pierwszy wziął udział w rozgrywkach międzynarodowych, w Lidze Mistrzów CONCACAF, lecz odpadł już w fazie grupowej.

### Rozgrywki międzynarodowe
| Sezon     | Rozgrywki              | Runda | Klub                      | Dom | Wyjazd       | Ogólnie      |
| --------- | ---------------------- | ----- | ------------------------- | --- | ------------ | ------------ |
| 2016/2017 | Liga Mistrzów CONCACAF | Grupa | New York Red Bulls        | 0:0 | 0:3          | 3. miejsce   |
| 2016/2017 | Liga Mistrzów CONCACAF | Grupa | Alianza                   | 1:3 | 1:1          | 3. miejsce   |
| 2019      | Liga CONCACAF          | QR    | Forge                     | 0–0 | 1:2          | 1:2          |
| 2020      | Liga CONCACAF          | QR    | Independiente La Chorrera | –   | 0:0 (4:2 k.) | 0:0 (4:2 k.) |
| 2020      | Liga CONCACAF          | 1/8   | Marathón                  | –   | 1:1 (3:4 k.) | 1:1 (3:4 k.) |

## Aktualny skład
Stan na 1 października 2023.
| Nr | Poz. | Piłkarz             |
| -- | ---- | ------------------- |
| 1  | BR   | Braulio Linares     |
| 2  | OB   | Kevin Grijalva      |
| 3  | OB   | José Mena           |
| 4  | OB   | Guillermo Carbonell |
| 6  | PO   | Carlos Mejía        |
| 8  | PO   | Cristian Hernández  |
| 9  | NA   | José Daniel Franco  |
| 10 | NA   | Ramiro Maldonado    |
| 11 | NA   | Newton Williams     |
| 12 | PO   | José Ardón          |
| 13 | NA   | Dewinder Bradley    |
| 14 | PO   | Jaime Alas          |
| 15 | PO   | José Gálvez         |
| 16 | OB   | Miguel Quiñónez     |
| 17 | PO   | Oscar Castellanos   |

| Nr | Poz. | Piłkarz            |
| -- | ---- | ------------------ |
| 18 | NA   | Óscar Santis       |
| 21 | OB   | Alexander Robinson |
| 22 | BR   | Jesse Gonzalez     |
| 23 | PO   | José Pablo Grajeda |
| 24 | PO   | Dennis Ramírez     |
| 25 | PO   | Selvin Sagastume   |
| 26 | OB   | Cristian Jiménez   |
| 27 | NA   | Vidal Paz          |
| 28 | NA   | Gabino Vásquez     |
| 29 | NA   | Oseas Guerra       |
| 30 | PO   | Brandon de León    |
| 31 | PO   | Diego Fernández    |
| 44 | BR   | Luis Morán         |
| 99 | NA   | Romário Luiz       |

## Trenerzy
- César Rodríguez Gudiel (1958)[2]
- Federico Morales (1959–1960)[2]
- Orlando Girón (1975)[2]
- Guillermo Iturreaga (1979)[2]
- Ever González (1999)[2]
- Carlos Rosales (2000–2001)
- Rodolfo Arias (2001)[10]
- Wálter Williams (2001)
- Raúl Cocherari (2001–2002)
- Mario Reig (2002)[11]
- Erasmo Arroyo (2002–2004)
- Iván Franco Sopegno (2004–2005)
- Orlando Andrade (2005–2006)
- Wálter Williams (2006)
- Ricardo Carreño (2006)
- Jeff Korytoski (2010–2011)[12]
- Alberto Quintela (2012)[13]
- Garabet Avedissian (2012–2013)[14]
- Jeff Korytoski (2013)[15]
- Gabriel Castillo (2014)[16]
- Mauricio Tapia (2014–2018)[16][8]
- Antonio Torres Servín (2019)[17][18]
- Roberto Montoya (2019)[18][19]
- Antonio Torres Servín (2020)[19][20]
- Jeff Korytoski (2020–2021)[20]
- Roberto Montoya (2021–2022)[21]
- Ramiro Cepeda (2022–2023)
- Rónald González (2023)
- Dwight Pezzarossi (od 2023)